# Ben Falcone
Benjamin Scott Falcone (Carbondale, 25 de agosto de 1973) é um ator, comediante e diretor de cinema norte-americano. Depois de atuar em uma série de papéis pequenos, incluindo nas séries Gilmore Girls (2003) e Joey (2004–06), recebeu destaque em obras como What to Expect When You're Expecting (2012) e Enough Said (2013). Desde então, têm atuado como diretor de filmes estrelados por sua esposa, Melissa McCarthy, como Tammy (2014), The Boss (2016) e Life of the Party (2018). Em 2013, fundou sua própria produtora, On the Day Productions, com a qual desenvolve projetos com a Warner Bros. Pictures.